# تشخیص خودکار شماره پلاک در انگلستان

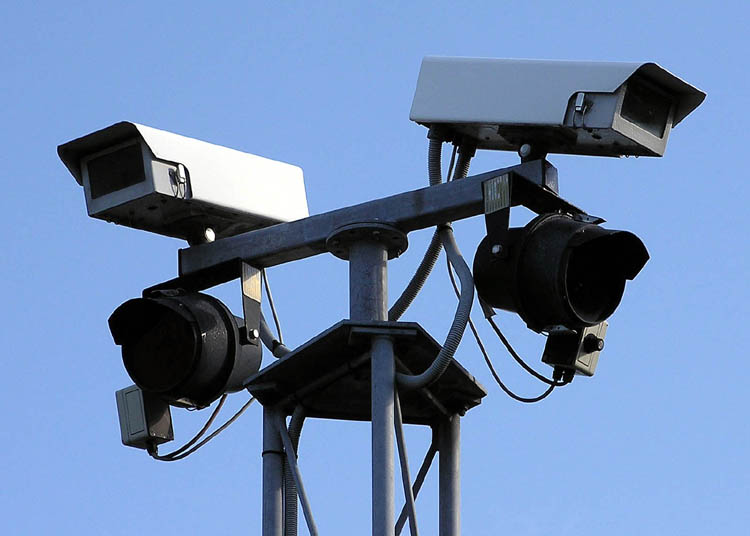
از دوربین‌های تلویزیونی مدار بسته مانند این می‌توان برای گرفتن تصاویر اسکن شده توسط سیستم‌های تشخیص خودکار پلاک شماره استفاده کرد

به رسمیت شناختن صفحه شماره پلاک اتوماتیک (ANPR) یک فناوری برای خواندن خودکار پلاک‌های شماره خودرو است. وزارت امور داخله می‌گوید که ANPR توسط سازمان‌های اجرای قانون در انگلستان برای شناسایی، جلوگیری و مختل کردن جرم و جنایت از جمله مقابله با گروه‌های جرایم سازمان یافته و تروریست‌ها استفاده می‌شود.
حرکت وسایل نقلیه در جاده‌های انگلستان توسط یک شبکه ۱۱۰۰۰ دوربینی ثبت می‌شود که روزانه حدود ۵۰ میلیون پرونده "ANPR "خوانده شده را به سیستم‌های ملی "ANPR" ارسال می‌کند. داده‌های "ANPR" از هر نیروی پلیس به همراه داده‌های مشابه نیروهای دیگر به مدت یک سال ذخیره می‌شود، در مرکز ملی داده‌های ANPR (NADC)، که به عنوان بخشی از بررسی‌ها می‌تواند به عنوان مدرک دسترسی، تحلیل و استفاده از آنها باشد.
دولت ائتلاف لیبرال دموکرات، ANPR را از طریق قانون حمایت از آزادی ۲۰۱۲ تحت نظارت قانونی قرار داد. این قانون برای جمع‌آوری داده‌ها حق قانونی ایجاد کرد و کنترل استفاده، ذخیره و دسترسی آن توسط اشخاص ثالث را نیز در دستور کار قرار داد.

## شبکه دوربین مدار بسته ANPR

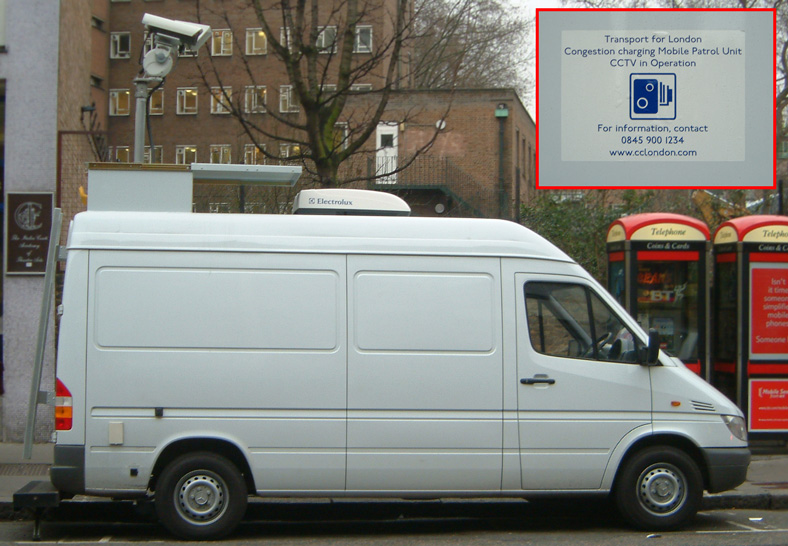
طرح شارژ احتقان لندن از دویست و سی دوربین و ANPR برای کمک به نظارت بر وسایل نقلیه در منطقه شارژ استفاده می‌کند

در سال ۲۰۰۵، ایندیپندنت گزارش داد که تا سال بعد، بیشتر بزرگراه‌ها، جاده‌های اصلی، مراکز شهرها، منطقه شارژ ازدحام لندن، بنادر و سکه‌های پیش ساخته پمپ بنزین توسط شبکه‌های دوربین مداربسته با استفاده از تشخیص اتوماتیک صفحات شماره پوشیده شده‌اند. در گزارش آنها آمده‌است که دوربین‌های راهنمایی و رانندگی موجود در شهرها و شهرها به عنوان بخشی از شبکه نظارت ملی جدید به‌طور خودکار به عنوان خوانده شده پلاک‌ها تبدیل می‌شوند. 
 «کاری که ما می‌خواهیم تا آنجا که می‌توانیم انجام دهیم این است که به جای نصب تعداد زیادی از دوربین‌های جدید، شبکه دوربین موجود را با هم بخواهیم.» - آقای ویتلی رئیس کمیته فرماندهی ANPR گفت. 
 بعضی از دوربین‌ها ممکن است برای عملیات پنهان، پنهان شوند اما اکثر آنها دوربین‌های مداربسته دوربین مدار بسته معمولی هستند که به صفحات شماره خوانده می‌شوند. هر نیروی پلیس همچنین دارای یک ناوگان وانت مخصوص پلیس با دوربین‌های ANPR است. کلیه داده‌های تولید شده به مرکز ملی داده‌های ANPR ارسال می‌شود.